# 井上光晴
井上 光晴（いのうえ みつはる、男性、1926年〈大正15年〉5月15日 - 1992年〈平成4年〉5月30日）は、日本の小説家。
貧窮の中に育ち、炭鉱労働を経て日本共産党に入党するも、『書かれざる一章』が内部批判として注目を集め離党。以後、炭鉱労働者や被爆者、被差別部落民、朝鮮人など、社会の底辺にある差別と矛盾、彼らへの共感をテーマにした力作を発表した。詩集もある。

## 来歴・人物

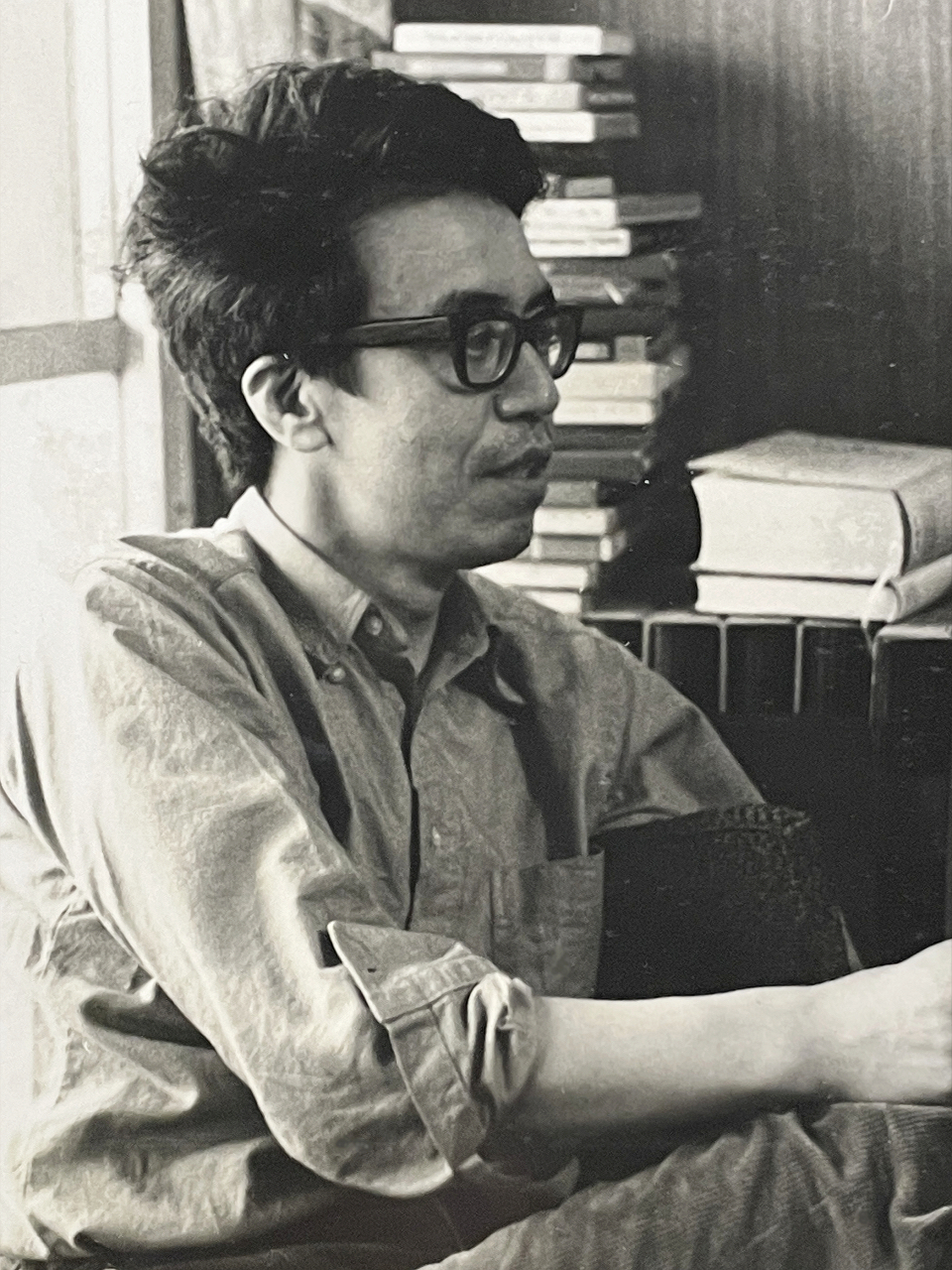
1967年頃

福岡県久留米市で生まれる（旅順生まれであるとも）。長崎県崎戸町、佐世保市で育つ。高等小学校中退後、独学で種々の検定試験に合格。戦争中は国家主義思想の影響を受けた早熟な少年であったが、戦後日本共産党に入党。大西巨人、谷川雁らを知る。
1945年電波兵器技術養成所卒業、のち多摩陸軍技術研究所勤務、1945年日本共産党長崎地方委員会創設に参加、1949年九州地方委員会常任。
1950年共産党の細胞活動の内情を描いた『書かれざる一章』を『新日本文学』に発表し、党指導部より批判される。いわゆる国際派に属していたため、所感派により党を除名される（1953年）。1958年、戦争中の青年の姿を描いた『ガダルカナル戦詩集』を発表して、それまでの党活動を描いた作品から飛躍し作家としての地位を確立。同年吉本隆明らと『現代批評』を創刊した。
その後、被爆者や被差別部落の問題を取り上げた『虚構のクレーン』や、太平洋戦争中の学徒兵らを描いた『死者の時』などを執筆。大岡昇平らと共に戦後文学の旗手として活動した。さまざまな社会的な主題を、フォークナーなどの影響を受けた多次元的、前衛的な手法で描いた作風で知られる。ロシア文学やフランス文学の影響下の多い戦後派作家の中で珍しくアメリカ現代文学の影響を受けた作家である。
1970年『辺境』主宰。
その他、旺盛な創作を続ける中で、1977年、「文学伝習所」第一期を佐世保にて開講、のち九州や北海道はじめ、山形、群馬、新潟、長野など各地で開講して後進の育成に力を注いだ。社会主義的・左翼的思想に親近感をもっていたが、共産党除名処分の体験から党派性を徹底して拒絶し、共産党除名後は生涯どこの政治党派に所属することもなく活動した。
生前に記していた生い立ちや経歴の多くが虚構であったことから、幼少期のあだ名であった「嘘つきみっちゃん」と呼ばれることもある。戦後派作家の中では埴谷雄高、野間宏と特に親しかった。埴谷は生前の約束で井上の葬儀委員長を務めている。
また瀬戸内寂聴と恋愛関係にあったことはよく知られている。NHK放送特集番組の中で瀬戸内寂聴自身が告白したものによれば、寂聴の出家仏門入りの動機は井上との関係清算の意志によるものだったという。両者は関係清算後は、通常の友人関係を井上の死に至るまで継続した。なお、長女で児童文学翻訳家、直木賞作家として活動している井上荒野が父を描いた『ひどい感じ 父・井上光晴』や、両親と瀬戸内寂聴との三角関係を描いた小説『あちらにいる鬼』などがあり、小説の通り光晴は寂聴と不倫関係にあったが、瀬戸内と荒野との間には長く親交があった。後者が2022年に映像化された際には光晴をもととした人物を豊川悦司が演じている。
自筆年譜では、旧満州旅順に生まれ、4歳の時に帰国。佐世保の崎戸炭鉱で働き、朝鮮人の独立を扇動したとして逮捕されたとしている。ただし、荒野曰く出身地や逮捕歴などの経歴は例えば「入ってもいない大学に入学した」などとは別の種の虚偽であり父は自分を小説化したのだと語っている。
1992年に大腸癌で死去。享年66。晩年は癌と闘病しながら多作な創作活動を続けていた。遺骨は遺族の自宅のクローゼットに7年間置かれたままであったが、瀬戸内寂聴の勧めで天台寺（岩手県）の墓所に収められ、のちに妻・郁子も同墓に埋葬された。

## 全身小説家
『さようならCP』、『ゆきゆきて、神軍』などで知られる映画監督原一男が小説家「井上光晴」の晩年5年間を追いかけたドキュメンタリー映画。井上光晴が1989年に癌告知をされたことにより、晩年を密着する映画となった。映画の中で、井上の死後に、彼の経歴を調べ直した結果、今までの彼の述べていた経歴や生い立ち、すなわち
などが虚構であったことが明らかにされた。本作では埴谷、瀬戸内も長時間にわたり出演し、井上に関しての証言をしている。ちなみに「全身小説家」という表題は、埴谷がかつて井上のことを形容した言葉に基づいている。

## その他
2004年、崎戸町炭鉱記念公園に井上光晴の文学碑、崎戸歴史民俗資料館には井上光晴文学館が建立される。

## 著書
- 『書かれざる一章』近代生活社 1956 のち角川文庫、集英社文庫
- 『トロッコと海鳥』三一新書 1956
- 『すばらしき人間群 詩集』近代生活社 1956
- 『小説ガダルカナル戦詩集』未來社 1959  のち朝日文庫
- 『虚構のクレーン』未來社 1960  のち新潮文庫
- 『死者の時』中央公論社 1960 のち角川文庫、旺文社文庫、集英社文庫　 
  - 太平洋戦争中の学徒兵らを描く
- 『飢える故郷』未來社 1961
- 『地の群れ』河出書房新社 1963 のち新潮文庫、旺文社文庫、河出文庫
- 『井上光晴作品集』全3巻 勁草書房 1965
- 『荒廃の夏』河出書房新社 1965 のち角川文庫、集英社文庫 
  - 朝鮮戦争を主題にする
- 『幻影なき虚構』勁草書房 1966
- 『乾草の車』講談社 1967 のち角川文庫
- 『眼の皮膚』勁草書房 1967 日常生活に潜む荒廃を描く
- 『清潔な河口の朝』文藝春秋 1967
- 『九月の土曜日』潮出版社 1967 のち文庫
- 『階級』講談社 1968  のち文庫
  - 九州を舞台にして炭鉱閉山問題を取り上げる
- 『他国の死』河出書房 1968 のち講談社文庫、河出文庫
  - 朝鮮戦争を主題にする
- 『黒い森林』筑摩書房 1968 のち講談社文庫
  - スターリン時代のソ連を主題にする
- 『気温10度』筑摩書房 1968
- 『残虐な抱擁』講談社 1968 のち文庫
- 『井上光晴新作品集』全5巻 勁草書房 1969-71
- 『鬼池心中』新潮社 1969
- 『象を撃つ』文藝春秋 1970 のち講談社文庫
- 『妊婦たちの明日』角川文庫　1970
- 『井上光晴詩集』思潮社 1971
- 『辺境』角川書店 1971 のち集英社文庫
- 『小説入門』北洋社 1972
- 『小屋』講談社 1972 のち文庫
- 『海へ行く駅』潮文庫 1972
- 『岸壁派の青春 虚構伝』筑摩書房 1973
- 『動物墓地』集英社 1973
- 『蒼白の飢餓』創樹社 1973
- 『胸の木槌にしたがえ』中央公論社 1973 のち文庫
  - 九州を舞台にして炭鉱閉山問題を取り上げる
- 『心優しき叛逆者たち』新潮社 1973
- 『井上光晴第三作品集』全5巻 勁草書房 1974-75
- 『黒と褐色と灰褐色』潮出版社 1974
- 『たたかいの朝』旺文社文庫 1974
- 『黒縄』筑摩書房 1975 のち集英社文庫
- 『荒れた海辺 詩集』創世紀 1976
- 『丸山蘭水楼の遊女たち』新潮社 1976 のち文庫、朝日文庫 幕末の長崎を描く
- 『未青年』新潮社 1977
- 『反随筆』構想社 1977
- 『ファシストたちの雪』集英社 1978
- 『蜘蛛たち 戯曲集』潮出版社 1978
- 『似た女想う男』新潮社 1979
- 『木の花嫁 全詩集』筑摩書房 1979
- 『曳船の男』講談社 1980
- 『憑かれた人』集英社 1981
- 『ゲットーマシンと33の短篇』文藝春秋 1981
- 『明日 一九四五年八月八日・長崎』集英社 1982  のち文庫
  - 原爆投下前日の市民の生活を描く。黒木和雄の『TOMORROW 明日』（1988年）の原作。
- 『新宿・アナーキー』筑摩書房 1982
- 『結婚』新潮社 1982
- 『井上光晴長篇小説全集』全15巻 福武書店 1983-84
- 『パンの家』集英社 1983
- 『黄色い河口 22の小さな物語』岩波書店 1984
- 『一九八九年の挑戦者』筑摩書房 1984
- 『だれかの関係 40の短篇集』文藝春秋 1985
- 『憂愁』講談社 1985
- 『大胆な生活』岩波書店 1986
- 『褐色のペスト』新潮社 1986
- 『西海原子力発電所』文藝春秋 1986
- 『サラダキャンプ、北へ』筑摩書房 1987
- 『神様入門』文藝春秋 1987
- 『地下水道』岩波書店 1987
- 『小説の書き方』新潮選書　1988
- 『暗い人』全3部 河出書房新社 1988-91
- 『虫』潮出版社 1988
- 『輸送』文藝春秋 1989
- 『流浪』福武書店 1989
- 『紙咲道生少年の記録』福武書店 1991
- 『病む猫ムシ』集英社 1992
- 『長い溝 詩集』影書房 1992
- 『自由をわれらに』講談社 1992
- 『ぐみの木にぐみの花咲く』潮出版社 1993
- 『十八歳の詩集』集英社 1998
- 『眼の皮膚・遊園地にて』講談社文芸文庫 1999
- 『戦後文学エッセイ選 井上光晴集』影書房 2008

### 編纂
- 『新日本プロレタリヤ詩集』（編）九州評論社　1946
- 『辺境レポート 1970-1974』（編）辺境社 1975
- 『文学伝習所の人々』（編）講談社 1988

## 映画化
- 『地の群れ』（1970年）熊井啓監督、ATG
- 『TOMORROW 明日』（1988年）黒木和雄監督、ヘラルド・エース＝日本ヘラルド
- 『全身小説家』（1994年）原一男監督、疾走プロダクション＝ユーロスペース